# روبرت ديك دوغلاس
روبرت ديك دوغلاس (بالإنجليزية: Robert Dick Douglas)‏ هو محامي أمريكي، ولد في 1875، وتوفي في 1960.